# Hans Keilson

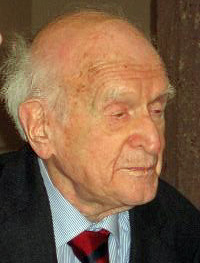
Hans Keilson bei der Verleihung des Moses-Mendelssohn-Preises am 10. Mai 2007 in Potsdam

Hans Alex Keilson (* 12. Dezember 1909 in Bad Freienwalde an der Oder; † 31. Mai 2011 in Hilversum) war ein deutscher Schriftsteller, Arzt und Psychoanalytiker, der vor der nationalsozialistischen Verfolgung in die Niederlande emigrierte. Er untersuchte die traumatisierten Belastungssituationen und ihre Folgen, denen jüdische Kinder in den Niederlanden während der NS-Zeit ausgesetzt waren. Bekannt wurde er vor allem durch seine Romane, die während des Zweiten Weltkriegs spielen, als er ein aktives Mitglied des niederländischen Widerstands war. Er war mit der Literaturhistorikerin Marita Keilson-Lauritz verheiratet.

## Leben
Der 1909 geborene Hans Keilson wuchs in Bad Freienwalde als Sohn eines jüdischen Textilhändlers auf. Als Schüler sang er in der protestantischen Kirche Bachkantaten. Am 14. März 1928 erwarb er am Reformrealgymnasium Freienwalde sein Reifezeugnis. Später lebte und arbeitete er in Berlin und veröffentlichte 1933 seinen ersten (autobiografischen) Roman Das Leben geht weiter, der noch vor dem Druck von den Nazis verboten und erst fünfzig Jahre später wieder aufgelegt wurde. Keilson studierte in Berlin von 1928 bis 1934 Medizin und trat in seiner Freizeit als Jazztrompeter auf. 1934 wurde ihm unmittelbar nach seinem ärztlichen Staatsexamen ein Publikations- und Praxisverbot erteilt. Keilson arbeitete daraufhin als Erzieher und Sportlehrer in verschiedenen jüdischen Schulen: am Waisenhaus Weißensee, am Landschulheim Caputh bei Potsdam und an der Theodor-Herzl-Schule in Berlin.
Weil die Nazis ihn als Schriftsteller, Musiker und Juden verfolgten und auch wegen der Berufsverbote für jüdische Ärzte emigrierte er 1936 in die Niederlande. Trotz der veränderten Lebens- und Arbeitsbedingungen konnte er seine Ausbildung fortsetzen und eine Beratungspraxis für Jugendliche aufbauen.
Nach dem deutschen Überfall auf die Niederlande im Jahr 1940 ging Keilson als Mitglied des niederländischen Widerstandes in den Untergrund. Er kümmerte sich als Arzt und Psychoanalytiker intensiv um jüdische Kinder, welche durch ihre Eltern vor der Deportation in niederländischen Familien in Sicherheit gebracht worden waren. In dieser Zeit muss er auch mit Wolfgang Frommel in Kontakt gekommen sein, der sich und zwei Jugendliche im Haus Herengracht 401 in Amsterdam versteckt hielt. „Eine schwierige Situation entstand, als sich ein psychisch gestörter jüdischer Jugendlicher, Torry Goldstern, so bizarr verhielt, dass er seine Gastfamilie (und sich selbst) in Gefahr brachte. Der niederländische Widerstand erwog, ihn töten zu lassen, da er ein zu hohes Sicherheitsrisiko darstellte. Wie Marita Keilson in ihrem Interview mit Writer's Voice die Geschichte erzählt, sorgte Hans Keilson dafür, dass Torry Goldstern zuerst in eine psychiatrische Anstalt gehen konnte und dann, nachdem er als Jude erkannt worden war, zu Frommels Untergrundgruppe namens Castrum Peregrini in das Haus an der Herengracht.“
In der Zeit im Widerstand entstanden Keilsons erste Gedichte und die ersten 50 Seiten seines Romans Der Tod des Widersachers, der dann 1959 erschien. Seine Eltern wurden im KZ Auschwitz ermordet.
Nach der Befreiung der Niederlande von der deutschen Okkupation wandte sich Hans Keilson wieder seinem Beruf als Mediziner zu. Er behandelte schwer traumatisierte jüdische Waisenkinder und gründete mit anderen Überlebenden „Le Ezrat Ha Jeled“ (Zur Hilfe des Kindes), eine Organisation zur Betreuung jüdischer Waisen. Er nahm, da sein deutscher Abschluss nicht anerkannt wurde, erneut das Studium der Medizin auf, das er als Facharzt für Psychiatrie in den 1960er Jahren abschloss. 1979 promovierte er mit der Studie Sequentielle Traumatisierung bei Kindern, einem innovativen Beitrag zur psychoanalytischen Traumaforschung. In eigener Praxis war er als Psychoanalytiker tätig.
Parallel arbeitete Keilson als Schriftsteller; von 1985 bis 1988 war er Präsident des PEN-Zentrums deutschsprachiger Autoren im Ausland, ab 2006 war er dort Ehrenmitglied. 1996 erhielt er die Franz-Rosenzweig-Gastprofessur der Universität Kassel und wurde 1999 als korrespondierendes Mitglied in die Deutsche Akademie für Sprache und Dichtung aufgenommen. Die Universität Bremen verlieh ihm die Ehrendoktorwürde. 2005 wurden seine gesammelten Schriften in einer zweibändigen Werkausgabe publiziert. 2008 erschien in der Zeitschrift für psychoanalytische Theorie und Praxis eine zusammenfassende Studie über sein Leben und Wirken. 2011 wurden zwei seiner Bücher vom Fischer Verlag neu aufgelegt; zugleich erschienen seine autobiografisch geprägten Lebenserinnerungen Da steht mein Haus. Posthum ist 2014 sein Tagebuch 1944 erschienen.
Hans Keilson lebte und arbeitete seit 1936 im niederländischen Bussum nahe Amsterdam. Er war verheiratet mit der Literaturhistorikerin Marita Keilson-Lauritz (* 1935), die er im Castrum Peregrini kennengelernt hatte: „Im kentaurischen Castrum Peregrini an der Amsterdamer Herengracht habe ich einige Jahre gelebt und gearbeitet. Dort habe ich Hans Keilson, Jahrgang 1909, kennengelernt, mit dem ich seit 1970 mehr als vier Jahrzehnte zusammengelebt habe.“
Hans Keilson starb am 31. Mai 2011 im Alter von 101 Jahren.

## Auszeichnungen (Auswahl)
- 1999: Elise M. Hayman-Preis der International Psychoanalytical Association
- 2004: Benennung der Stadt- und Kreisbibliothek Bad Freienwalde
- 2005: Johann-Heinrich-Merck-Preis für literarische Kritik und Essay
- 2007: Moses-Mendelssohn-Medaille des Moses Mendelssohn Zentrums Potsdam
- 2008: WELT-Literaturpreis
- Silberne Medaille der Fédération Internationale des Résistants
- Bundesverdienstkreuz 1. Klasse

## Werke (Auswahl)
- Das Leben geht weiter. Roman. S. Fischer, Berlin 1933.
- Komödie in Moll. Querido, Amsterdam 1947.
- Der Tod des Widersachers. Westermann, Braunschweig 1959.
- Sprachwurzellos. Edition Literarischer Salon, Gießen 1986.
- Einer Träumenden. Edition Literarischer Salon, Gießen 1992.
- In der Fremde zuhause. In: Wolfdietrich Schmied-Kowarzik (Hrsg.): Vergegenwärtigungen des zerstörten jüdischen Erbes. Franz-Rosenzweig-Gastvorlesungen Kassel 1987–1998. Kassel University Press, Kassel 1997.
- „Wohin die Sprache nicht reicht.“ Vorträge und Essays aus den Jahren 1936–1997. Mit einem Nachwort von Wolfdietrich Schmied-Kowarzik. Edition Literarischer Salon, Gießen 1998.
- Zerstörung und Erinnerung. Zum 90. Geburtstag des Autors. Edition Literarischer Salon, Gießen 1999.
- Sequentielle Traumatisierung. Deskriptiv-klinische und quantifizierend-statistische follow-up Untersuchung zum Schicksal der jüdischen Kriegswaisen in den Niederlanden. Psychosozial-Verlag, Gießen 2001.
- Sieben Sterne. Edition Literarischer Salon, Gießen 2003.
- Werke in zwei Bänden. Hrsg. von Heinrich Detering. Gerhard Kurz, Frankfurt 2005.
  - Rezension von Martin Krumbholz: Ohne Zorn, aber mit Eifer. Hans Keilsons gesammelte Schriften in zwei Bänden. In: Neue Zürcher Zeitung. 3. August 2005.
- Da steht mein Haus. Erinnerungen. Herausgegeben von Heinrich Detering. Mit einem Gespräch zwischen Hans Keilson und dem Herausgeber. S. Fischer, Frankfurt am Main 2011.
  - Rezension von Roland Kaufhold: Hans Keilsons Lebenserinnerungen „Da steht mein Haus“. In: haGalil.com. 3. Mai 2011.
- Kein Plädoyer für eine Luftschaukel. Essays, Reden, Gespräche. Hrsg. von Heinrich Detering. S. Fischer, Frankfurt am Main 2011.
  - Rezension von Roland Kaufhold: Neue Werke von Hans Keilson „Kein Plädoyer für eine Luftschaukel“. In: haGalil.com. 21. April 2011.
- Tagebuch 1944. Hrsg. von Marita Keilson-Lauritz. S. Fischer: Frankfurt am Main 2014, ISBN 978-3-10-002238-7.
  - Rezension von Roland Kaufhold: Chronik des bedrohten Lebens. In: Jüdische Allgemeine. 12. Oktober 2014.

## Biografie
- Jos Versteegen (Hrsg.), Hans Keilson. Telkens een nieuw leven (in niederländischer Sprache), Nieuw Amsterdam, 2023, ISBN 978-90-468-3101-4; Hans Keilson – Immer wieder ein neues Leben : Biographie, aus dem Niederländischen von Marita Keilson-Lauritz, Frankfurt am Main : S. Fischer, 2024, ISBN 978-3-10-397555-0

## Audio
- Michael Schornstheimer: Literatur ist das Gedächtnis der Menschheit. Der Psychoanalytiker, Schriftsteller und Pädagoge Hans Keilson. Ö1 Menschenbilder[9]
- Die Erfahrung des Hasses – Gespräch mit Ludger Bült, 55 Minuten, Ursendung: 27. Januar 2000, MDR Kultur
- Hans-Jörg Modlmayr: „Der zündet die Welt an!“ Hans Keilson, Arzt und Schriftsteller. In: Erlebte Geschichte. WDR 5, 13. Dezember 2009 (mit Wortbeiträgen von Keilson).